# Plagodis phlogosaria
Plagodis phlogosaria är en fjärilsart som beskrevs av Achille Guenée 1857. Plagodis phlogosaria ingår i släktet Plagodis och familjen mätare. Inga underarter finns listade i Catalogue of Life.

## Bildgalleri

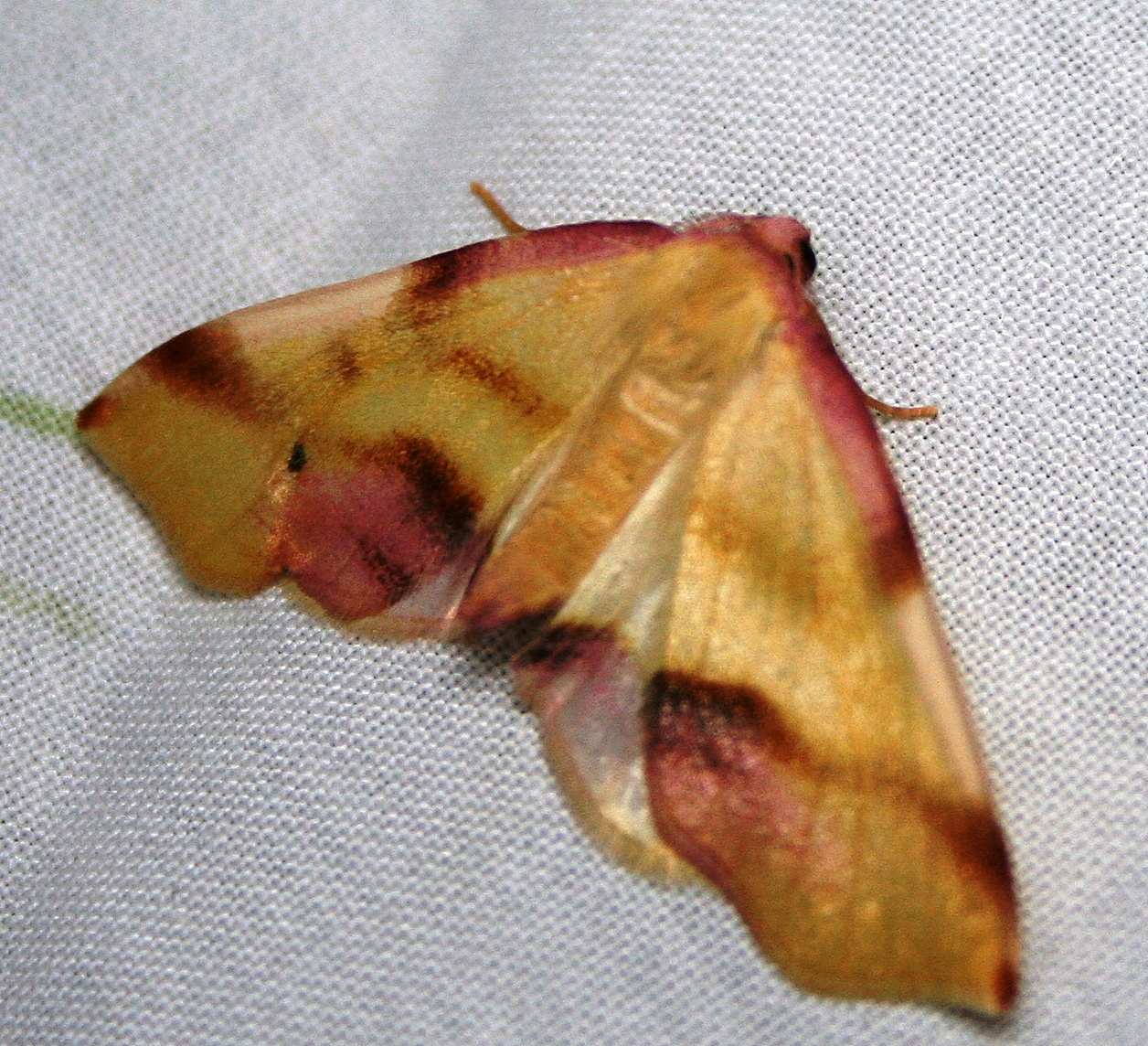